# Циммерман, Вальтер
Вальтер Циммерман (нем. Walter Max Zimmermann, 9 мая 1892, Вальдюрн, Германия — 30 июня 1980, Тюбинген, Германия) — германский ботаник.

## Биография
Родился 9 мая 1892 года в Вальдюрне. Имел сразу 4 диплома, ибо успешно учился в четырёх университетах: Фрейбургском, Берлинском, Мюнхенском университетах и в Технологическом институте в Карлсруэ. С 1919 по 1925 год преподавал во Фрейбургском университете, а с 1925 по 1960 год — в Тюбингенском университете. В 1930 году был избран профессором Тюбингенского университета.
Скончался 30 июня 1980 года в Тюбингене.

## Научные работы
Основные научные работы посвящены систематике, географии и филогении споровых и цветковых растений, эволюционной морфологии, палеоботанике и теории эволюции.
- 1930 — Сформулировал теломную теорию происхождения сосудистых растений и принцип гологении.
- 1930 — Для ископаемых флор применил статистический метод, позволивший выяснить количественные взаимоотношения древесных пород в ископаемых растительных формациях и провести аналогию с существующими ныне взаимоотношениями.
- Уделял особое внимание эволюции признаков, а не эволюции таксонов.